# Runaway 2: El Sueño de la Tortuga
Runaway 2: El Sueño de la Tortuga, es una aventura gráfica tipo "señalar y clickar" su desarrollador es el estudio madrileño Pendulo Studios. Es la secuela de Runaway: A Road Adventure. Existe también una secuela, Runaway 3: A Twist of Fate.
El juego sigue la larga tradición de las aventuras gráficas en 2 dimensiones, aunque sólo los fondos son en 2D ya que los personajes están creados en 3-D, renderizados con la técnica cel-shading para darles ese aspecto.
A pesar de ser un juego desarrollado por un estudio español, el juego fue comercializado mucho antes en otros países como Francia y Alemania donde ha triunfado antes que en España.
El retraso se ha visto compensado por Pendulo Studios creando un sistema de pistas interactivo único para la versión española que nos ayudará a alcanzar el final de la aventura. Este sistema es una especie de transmisión telequinetica con Jhosua, que ha conseguido situarse entre el tiempo, y que puede ver en un monitor donde estamos. Según él, todo ya lo hemos vivido, solo que en otro universo, por eso el lo recuerda y nos da sutiles pistas.
El distribuidor en España (FX Interactive) ha puesto en venta una edición de lujo con:
- Un doble DVD que incluye la primera entrega de la saga para disfrutar Runaway al completo.
- Cuaderno de arte con una selección de imágenes inéditas para ilustrar la creación de Runaway 2, desde los primeros bocetos hasta el resultado final y las primeras pinceladas de Runaway 3.

## Introducción
Brian y Gina van de vacaciones, por antojo de ésta, a la Isla Mala. Desde el primer momento Brian desconfía no sólo de la compañía de avión, sino también del avión y del viejo piloto. Tras la presunta muerte de Otto, el piloto, los protagonistas deben saltar del avión, donde sólo hay un único paracaídas. Gina, obligada a saltar con el paracaídas, es disparada con tranquilizantes y cae dormida en un lago. Brian corre una suerte similar cuando el avión, con él, se estrella en medio de la jungla. Ahora, el físico debe encontrar a Gina y salir de la isla...

### Capítulo 1: Atrapado en la jungla
Brian encuentra una salida de la jungla pero para ello tiene que conseguir escalar un precipicio. Tras conseguir trepar y distraer a un lémur, se encuentra con un puente colgante de madera con un cartel que lo define como muy inestable. Finalmente gracias a unas raquetas de nieve en los pies, consigue cruzarlo. Sube a una colina que hay tras el puente y consigue avistar un campamento militar. Brian cree que han podido ver caer a Gina así que se dirige hacia allí.
- Para distraer al lémur: llena un perro con agua y luego daselo al lémur poniéndolo en la zona donde esta el lémur cuando llegas a la zona de las arenas, vuelves a por otro perro y lo llenas de whisky y lo vuelves a poner y ya lo tienes.

### Capítulo 2: Surfin´ Mala
Al llegar al campamento militar, Brian consigue una vista con el coronel y tras ella sale convencido de que tienen apresada a Gina en la base. Por ello busca un plan para introducirse en ella. El soldado O´Connor está esperando a un tal Profesor Pignon y Brian le suplanta gracias a un maquillaje estupendo de Lokelani.

### Capítulo 3: Más simple que una ameba
Una vez infiltrado en la base militar como el profesor Pignon, a Brian le hacen entrar en una sala para abrir el A.M.E.B.A. Una vez que lo consiga será libre de ir a donde quiera por el campamento. Tiene que hacerlo rápido ya que no sabe cuanto tiempo podrá Lokelani distraer al auténtico Pignon. Tras investigar en los documentos del auténtico Pignon, Brian abre el AMEBA y descubre que se trata de un portal para ir de un punto del universo a otro. Sigue buscando a Gina por la base y descubre que cayó al lago y se hundió en él y el coronel y Tarántula la dan por muerta. Los dos malvados descubren que Brian se ha infiltrado en la base como Pignon y tiene que huir a través del AMEBA hacia la lancha con Joshua. Tras una parada en la cabaña donde había estado hospedado con Gina, Joshua y Brian se dirigen a Alaska a hablar con el profesor Simons sobre lo que han averiguado del AMEBA.  

### Capítulo 4: El hombre que sabe no habla
Al llegar a la casa de Simons, hay que dar una contraseña. Joshua la conoce, pero se come unas bayas venenosas que lo dejan casi inconsciente y tras eso se deben ir a una cabaña cercana a descansar. Entonces Brian investiga y descubre que para que Joshua pueda hablar se le tiene que dar salmón crudo. Como a Joshua no le gusta, Brian tiene que hacer sushi de salmón.

### Capítulo 5: Rumbo al pasado
Tras el suceso al final del capítulo anterior, Brian despierta en un barco, que resulta ser de Sushi Douglas. Su objetivo es lograr descender a los restos de un antiguo navío hundido.

### Capítulo 6: El lucero oculto del averno
Este capítulo es un "sueño" de Brian, que transcurre en ese mismo barco, pero cuando aún navegaba. Unos piratas, caracterizados por Gustav, Feodor y Oscar (antiguos personajes del primer Runaway), lo encierran junto a otra mujer caracterizada por Camille (personaje de Runaway 2). Al final Brian logra "escapar" del barco, y regresar a la realidad. El juego termina dejando con un final muy abierto preparando la misión de regresar a la Isla Mala y rescatar a Gina.

## Lanzamiento
Debido a la necesidad de financiación para terminar el proyecto, en España el juego fue lanzado seis meses después que en Francia, ya que de este país se obtuvo a cambio de una prioridad en el lanzamiento, lo que no se consiguió en España.

## Recepción y crítica
Tras gozar de éxito en Francia y Alemania, Runaway 2 tuvo una buena acogida por parte de los aficionados y los medios especializados en España e Italia, donde llegó al TOP1 según datos oficiales de GfK.
Algunos comentarios hechos sobre el juego fueron "Una aventura de primera" (Micromanía), "Una maravilla visual" (Computer Hoy Juegos), "Una calidad poco vista hoy en día" (EDGE), "Posiblemente la mejor aventura del año" (Hardgame2), "Una excelente aventura" (Meristation), "Sensacional" (3Djuegos) o "Un juego imprescindible" (PC Juegos).